# نيكولاس مينورسكي
نيكولاس مينورسكي (مواليد 23 سبتمبر 1885، كورشيفا، الإمبراطورية الروسية - 31 يوليو 1970، إيطاليا) عالم رياضيات أمريكي روسي اشتهر بأبحاثه في نظرية التحكم، مهندس وعالم تطبيقي اشتهر بتحليله النظري وأول تطبيق فعلي لوحدات التحكم PID (وحدات تناسبيه تكامليه تفاضليه) في أنظمة التوجيه التلقائي لسفن البحرية الأمريكية.

## السيرة الذاتية
ولد نيكولاس مينورسكي في 23 سبتمبر 1885 في كورشيفا، تفير، شمال غرب موسكو على نهر فولغا العلوي، مدينة مغمورة الآن أسفل خزان إيفانكوفو. تلقى تعليمه في أكاديمية نيكولاييف البحرية في سانت بطرسبرغ. تخرج عام 1908، ليبدأ خدمته كملازم في البحرية الإمبراطورية الروسية. 
في الفترة ما بين عامي 1908 و 1911، التحق بقسم الهندسة الكهربائية في جامعة نانسي، وتخرج بدرجة مهندس كهرباء. في عام 1912، حصل على ترخيص العلوم من جامعة نانسي. ثم عاد إلى سان بطرسبرغ ودرس في معهد الإمبراطور بطرسبرغ للتكنولوجيا، وحصل على شهادة في الهندسة الميكانيكية والكهربائية في عام 1914. 
بعد التخرج خدم في الأسطول من 1914 إلى 1916. من 1916 إلى 1917 كان مينورسكي المشرف على الجيروسكوب البوصلات ومحاضر حول الظواهر الجيروسكوبية والتطبيقات في أكاديمية نيكولاييف البحرية. وأثناء وجوده اخترع الجيرومتر، وهو مؤشر السرعة الزاوية، وفي الاختبارات قارنه بحساسية العين البشرية في اكتشاف السرعات الزاوية.
لمدة عام من عام 1917 إلى عام 1918 كان الملحق البحري المساعد في السفارة الروسية في باريس، فرنسا. في خضم الحرب الأهلية الروسية هاجر مينورسكي إلى الولايات المتحدة في يونيو 1918.
في الفترة من عام 1918 إلى عام 1922، عمل مينورسكي كمساعد لتشارلز بروتيوس شتاينميتز في مختبر جنرال إلكتريك للأبحاث في نيويورك. في عام 1922 ساعد مينورسكي في تركيب واختبار التوجيه التلقائي على متن سفينة حربية يو إس إس نيو مكسيكو. فيما يتعلق بهذا العمل، قام مينورسكي بتأليف ورقة تقدم مفهوم التحكم المتكامل والمشتق. هذه الورقة هي واحدة من أولى المناقشات الرسمية حول نظرية التحكم باللغة الإنجليزية. يعتبر هذا التحليل اليوم رائدًا وأساسيًا في التحكم في النظرية كعمل لجيمس كلارك ماكسويل وإدوارد جون روث وأدولف هورفيتز.
في الفترة ما بين 1924-1934 كان نيكولاس مينورسكي أستاذًا للإلكترونيات والفيزياء التطبيقية بجامعة بنسلفانيا. حصل على الدكتوراه في الفيزياء من جامعه بن في عام 1929.

## الجوائز
- جائزة مونتيون من الأكاديمية الفرنسية للعلوم عام 1955.[1]

## مؤلفات الكاتب

### الكتب
- مقدمة في الميكانيكا غير الخطية: الطرق الطوبولوجية، الطرق التحليلية، الرنين غير الخطي، ذبذبات الاسترخاء- مينورسكي عام 1947.
- الديناميات والميكانيكية اللاخطية: نظرية التذبذبات. استطلاعات في الرياضيات التطبيقية. مينورسكي عام 1948.
- في بعض جوانب التذبذبات غير الخطية. دراسات في التحليل الرياضي والمواضيع ذات الصلة. مينورسكي عام 1962.

### الأوراق البحثية
- مينورسكي، ن. (1922). «الاستقرار الاتجاهي للهيئات التي يتم توجيهها تلقائيًا». جيه عامر سوك.
- مينورسكي، ن. (1927). «ظاهرة الإثارة الذاتية للتيار المباشر في دوائر الأنابيب الفراغية وفي التطبيقات». جيه فرانكلين انست 203
- مينورسكي، ن. (1930). «اختبار التوجيه التلقائي». جيه عامر شركة نفط الجنوب.

### براءات الاختراع
- براءة اختراع أمريكية 1306552 A.
- براءة اختراع أمريكية 1372184 أ.